# Едигарян, Артак Гегамович
Арта́к Гега́мович Едигаря́н (арм. Արտակ Գեղամի Եդիգարյան; род. 18 марта 1990, Ереван) — армянский футболист, защитник клуба «Алашкерт».

## Клубная карьера
Родился в Ереване, в семье футбольных игроков, что естественным образом повлияло на дальнейшую судьбу. Также немалую роль в дальнейшем определении внесло месторасположение дома, который расположен рядом с Республиканским стадионом.
Является воспитанником футбольной школы «Пюник». В начале карьеры выступал за дубль. Проведя в нём два сезона, был переведён в основной состав. В начале сезона 2009 выходил на замены, затем стал появляться уже в основном составе, но не на весь матч. Во-втором круге практически застолбил за собой место в основе. Непосредственное участие Едигаряна позволило «Пюнику» оформить хет-трик в сезоне 2010, когда команда в розыгрыше чемпионата, кубка и суперкубка Армении стала победителем.
Летом 2012 года, вместе с одноклубником из «Пюника» Давидом Манояном прошёл просмотр в донецком «Металлурге». Маноян позже отправился на просмотр в «Кубань», а вот игра Едигаряна привлекла внимание в тренерском штабе «Металлурга». В ближайшее время должно было состоятся подписание контракта между лицами обеих сторон. 9 июля, в конференц-зале учебно-тренировочной базы футбольного клуба «Металлург», спортивный директор клуба Вардан Исраелян и главный тренер команды Владимир Пятенко представили пятерых новичков, среди которых был и Артак Едигарян. Срок соглашения контракта рассчитан на 3 года. В команде будет выступать под номером 21.

## Карьера в сборной
25 мая 2010 года дебютировал в составе национальной сборной Армении. В товарищеской игре против сборной Узбекистана Едигарян вышел с первых минут и провёл на поле весь матч. В итоге сборная Армении праздновала победу со счётом 3:1.

## Достижения

### Командные достижения
«Пюник»
- Чемпион Армении (4): 2007, 2008, 2009, 2010
- Бронзовый призёр Чемпионата Армении (1): 2011
- Обладатель Кубка Армении (2): 2009, 2010
- Обладатель Суперкубка Армении (3): 2007, 2008, 2010

«Жальгирис»
- Чемпион Литвы (1): 2014
- Обладатель Кубка Литвы (1): 2014

«Алашкерт»
- Чемпион Армении (2): 2015/16, 2016/17, 2017/18
- Обладатель Суперкубка Армении (1): 2017

### Личные достижения
- Лучший бомбардир Чемпионата Армении: 2016/17, 2017/18

## Личная жизнь
Артак Едигарян младший брат Артура Едигаряна, сын Гегама Едигаряна и внук Феликса Вераняна.